# Pseudeusemia posticigutta
Pseudeusemia posticigutta är en fjärilsart som beskrevs av Louis Beethoven Prout 1922. Pseudeusemia posticigutta ingår i släktet Pseudeusemia och familjen mätare. Inga underarter finns listade i Catalogue of Life.